# جائزة ألبرت شفايتزر
جائزة ألبرت شفايتزر جائزة ثقافية مُنحت سنويًا بين عامي 1971 و2004 من قبل مؤسسة يوهان فولفجانج فون جوته من بازل.